# ادوین بنه
ادوین یوهانس بِنِه (هلندی: Edwin Johannes Benne; زاده ۲۱ آوریل ۱۹۶۵) بازیکن و مربی سابق والیبال اهل هلند است.
ادوین از ستاره‌های تیم ملی والیبال هلند محسوب می‌شد و در مجموع ۳۲۸ بازی ملی در کارنامه خود دارد. بن در بازی‌های المپیک تابستانی ۱۹۹۲ به مدال برنز دست یافت و در سال ۱۹۹۷ از دنیای بازی خداحافظی کرد و در سال ۱۹۹۹ مربی تیم ملی زیر ۲۱ سال هلند شد. ادوین تا سال ۲۰۱۱ هدایت تیم‌های ست نافلس، شورین، آگسبورگ را بر عهده داشت. وی از سال ۲۰۱۱ تا سپتامبر ۲۰۱۴ که بازنشسته شد سرمربیگری تیم ملی والیبال مردان هلند را برعهده داشت.